# Enicospilus selenospilus
Enicospilus selenospilus là một loài tò vò trong họ Ichneumonidae.